# Шаранга Тхакур
Шара́нга Тхаку́р (IAST: Sāraṅga Ṭhākura) — индуистский кришнаитский святой, живший в Бенгалии в первой половине XVI века. Один из спутников Чайтаньи Махапрабху.

## Биография
Шаранга Тхакур провёл бо́льшую часть своей жизни в Навадвипе, на Модадрума-двипе, под деревом бакула на берегу Ганги. В течение дня, он обычно собирал материалы для поклонения своим божествам, а по вечерам переправлялся на другую сторону Ганги и принимал участие в киртанах Чайтаньи.
Шаранга Тхакур не принимал учеников, однако Кришна из сердца снова и снова подталкивал его на это. Однажды утром он решил, что примет в ученики первого встречного. С этими мыслями он отправился к Ганге для совершения омовения. Там он случайно коснулся стопой плывущий по воде труп. Мертвец тут же ожил и Шаранга Тхакур принял его в ученики, прошептав ему на ухо мантру «Харе Кришна». Этот ученик впоследствии прославился под именем Мурари Тхакура. Он происходил из богатой семьи, и в тот самый день у него должна была состояться свадьба. Однако перед самым радостным событием его ужалила кобра, от чего он сразу же умер. По индуистским традициям, человека, укушенного змеёй, нельзя кремировать, поэтому труп завернули в чадар и отправили плыть по Ганге. Чайтанья, узнав что у Шаранги Тхакура появился ученик, был очень доволен и с огромной толпой вайшнавов пришёл в его дом, чтобы посмотреть на необычного юношу.
Отец и мать Мурари, убитые горем, однажды услышали, что их сын не умер и живёт в деревне Мамагачхи. Придя туда, они пытались уговорить юношу вернуться домой. В ответ сын выразил желание остаться со своим гуру. Он сказал своим родителям, что всё что они дали ему, это мёртвое тело, которое оживил его духовный учитель. С тех пор, имя Мурари Тхакура неразрывно связано с именем Шаранги Тхакура. Его духовные потомки до сих пор населяют деревню Шар. В Мамагачхи находится храм, который, по преданию, был основан Шарангой Тхакуром.
Дерево бакула, под которым Шаранга Тхакур совершал свой бхаджан, стоит и по сей день. Под ним любил отдыхать Чайтанья после возвращения с философских дебатов в Видьянагаре. Шаранга Тхакур повторял под этим деревом мантру «Харе Кришна», оно давало тень и тем самым помогало его бхаджану. Однажды, заметив, что дерево начало высыхать, Чайтанья явил чудо. Он обнял его, и дерево ожило. Тем самым он показал, как дороги ему те, кто служит вайшнавам. До сих пор, хотя в нём почти полностью отсутствует сердцевина, дерево растёт и приносит цветы и плоды. Позднее, напротив дерева был воздвигнут новый храм, которым в настоящее время управляют вайшнавы Гаудия-матха.

## Мурари Чайтанья Даса
В «Чайтанья-бхагавате» рассказывается о необычном поведении святого по имени Мурари Чайтанья Даса. Некоторые полагают, что здесь говорится о Шаранга Тхакуре (которого иногда называют Шарангой Мурари), иные же говорят, что здесь имеется в виду юноша, оживлённый Шарангой Тхакуром.
Описывается, что Мурари Чайтанья Даса родился в деревне Сарвриндавана-пура, которая находится в трёх километрах от железнодорожной станции Галаши на ветке, ведущей в Бурдван. Когда Мурари Чайтанья Даса пришёл в Навадвипу, он поселился в деревне Модадрума, или Мамагачхи-грама. В то время он получил имя Шаранга или Шаранга Мурари Чайтанья Даса. В наши дни потомки его рода живут в местечке Сарер-пата. В пятой главе Антья-кханды «Чайтанья-бхагаваты» встречается следующее описание:
Мурари Чайтанья Даса не имел материального телесного облика: он был полностью духовен. Иногда он гонялся за тиграми в джунглях и обращался с ними, как с кошками и собаками. Он шлёпал тигров по щекам и брал в руки ядовитых змей. Он не боялся за своё внешнее тело, начисто забывая о его существовании. Он мог сутками напролёт повторять Харе Кришна маха-мантру или говорить о Господе Чайтанье и Нитьянанде. Иногда он проводил по два-три дня под водой, не чувствуя никаких неудобств. Он вёл себя так, будто его тело было каменным или деревянным, и при этом использовал всю свою энергию на повторение Харе Кришна мантры. Никто не описал особых чёрт характера Мурари Чайтаньи Даса, однако известно, что, где бы он ни появлялся, все люди обретали сознание Кришны благодаря одной лишь атмосфере, которую он создавал одним своим присутствием.

## В гаудия-вайшнавском богословии
В «Гаура-ганоддеша-дипике» (172) сказано, что Шаранга Тхакур в лилах Кришны был гопи по имени Нандимукхи. Некоторые утверждают, что он был Прахладой, но Кави Карнапура, ссылаясь на своего отца, Шивананду Сена, не соглашается с этим мнением.